# Nokia 100
Nokia 100 is een mobiele telefoon met toetsen van Nokia. Het heeft geen camera maar wel een zaklamp. Radio: FM. 500 Bel contact personen mogelijk.